# My Funny Valentine
〈My Funny Valentine〉(마이 퍼니 밸런타인)은 1937년 리처드 로저스와 로렌츠 하트의 성장기 뮤지컬 《베이브스 인 암스》에서 10대 스타 미치 그린이 처음 선보인 쇼 튠이다. 이 노래는 인기 있는 재즈 스탠더드가 되어 600명 이상의 아티스트들이 1300개 이상의 음반에서 연주했다. 그 중 한 명이 쳇 베이커였는데, 이 노래는 그의 대표곡이 되었다. 2015년에는 제리 멀리건 쿼텟의 1953년 버전(쳇 베이커 출연)이 "미국 사회와 국가의 음향 유산에 대한 문화적, 예술적 및 역사적 중요성"을 인정받아 미국 의회도서관의 국가 녹음 자료 등록부에 등재되었다. 멀리건은 1960년 자신의 콘서트 재즈 밴드와 함께 이 노래를 다시 녹음하기도 했다.

## 역사
《베이브스 인 암스》는 1937년 4월 14일 뉴욕시 브로드웨이의 슈베르트 극장에서 개막하여 289회 공연되었다. 원작에서는 빌리 스미스라는 인물(미치 그린 분)이 밸런타인 "발" 라마(레이 헤더턴 분)에게 이 노래를 부른다. 이 등장인물의 이름은 이 노래의 가사와 일치하도록 변경되었다.
노래에서 빌리는 밸런타인의 특징을 비호의적이고 경멸적인 용어로 묘사하지만(한 대목에서 빌리는 제목과 일치하게 밸런타인의 외모를 "우스꽝스럽다"고 묘사한다), 결국 그가 자신을 웃게 만들고 그가 변하기를 원치 않는다고 확언한다. 밸런타인에 대한 묘사는 로렌츠 하트 자신의 불안감과 자신이 너무 작고 못생겨서 사랑받을 수 없다는 믿음과 일치했다. 가사는 충분히 성중립적이어서 어떤 성별의 사람에 대해서도 노래할 수 있으며, 이 노래의 커버 버전 중 상당수는 가상의 여성을 묘사하는 남성들이 부른 것이다.

### 차트 버전과 커버
이 노래는 1945년 할 매킨타이어가 루스 게일러의 보컬로 부른 버전으로 처음 차트에 올랐으며, 일주일동안 16위를 기록했다. 프랭크 시나트라가 1955년에 부른 버전 또한 인기를 끌었다.
쳇 베이커의 1954년 녹음 외에도 엘비스 코스텔로, 마일스 데이비스, 엘라 피츠제럴드, 스티브 굿맨, 리키 리 존스, 줄리 런던, 하포 막스, 제리 멀리건, 조시파 리사츠 등이 이 노래를 커버했다.

## 대중문화에서
쳇 베이커와 줄리 런던의 버전이 버트 레이놀즈가 주연과 감독을 맡은 1981년 영화 《샤키 머신》에 사용되었다. 닥 세버린슨이 앨 캡스, 밥 플로렌스와 함께 이 영화의 사운드트랙을 제작했다.
인기 만화 《스틸 볼 런》의 주요 반동인물 퍼니 밸런타인은 이 노래를 참조하여 이름 지어졌다.
이 노래는 에토레 소트사스가 올리베티 발렌티네 타자기의 이름을 선택할 때 영감을 주었다.

## 더 읽어보기
- Bragalini, Luca (1997). “My Funny Valentine: The Disintegration of the Standard”. Originally published in Musica Jazz.
- Cook, Richard (1999년 2월 12일). “The Hart of the Matter”. 《New Statesman》. 128권 4423호. 45쪽. ISSN 1364-7431.
- Fox, Dan (2007). 《World's Greatest Wedding Music: 50 of the Most Requested Wedding Pieces》. Alfred Music Publishing. ISBN 978-0-7390-4674-6.
- Friedwald, Will (2002). 〈My Funny Valentine (1937)〉. 《Stardust Memories: The Biography of Twelve of America's Most Popular Songs》. New York: Random House. 348–373쪽. ISBN 0-375-42089-4.
- Gabbard, Krin (2004). 《Black Magic: White Hollywood and African American Culture》. Rutgers University Press. ISBN 0-8135-3384-8.
- Hischak, Thomas S. (2007). 《The Rodgers and Hammerstein Encyclopedia》. Greenwood Press. 189쪽. ISBN 978-0-313-34140-3.
- Studwell, William Emmett (1994). 《The Popular Song Reader: A Sampler of Well-Known Twentieth Century-Songs》. Routledge. 127쪽. ISBN 1-56024-369-4.